# Giuseppe Angelini (scultore)
Giuseppe Angelini (Roma, 5 febbraio 1735, o 1742 – Roma, 15 giugno 1811) è stato uno scultore italiano.
Coevo del Canova e mediocre scultore di gusto neoclassico, lavorò prevalentemente a Roma dove fu apprezzato da Pio VI e poi nominato sopraintendente alle sculture di S. Pietro e dei Musei vaticani e capitolini dal successore Pio VII.

## Biografia
Frequentò gli studi artistici presso lo studio del pittore Niccolò Ricciolini e dello scultore Bartolomeo Cavaceppi e nell'anno 1770 si trasferì quindi in Inghilterra dove, nel 1775, espose alla Society of Artists un gruppo scultoreo rappresentante la Castità che allontana l'Amore profano. Non godette tuttavia di particolare fortuna e nel 1778 ritornò in Italia dove lavorò a Roma e Napoli. Si dedicò anche al restauro e alla copia di sculture antiche.
Sue le sculture, cominciate da Andrea Bergondi, che ornano i due orologi architettati da Giuseppe Valadier e posti ai lati della facciata di San Pietro.
Nel giugno del 1780 portò a termine la scultura della statua del Piranesi, che orna la tomba dell'architetto in Santa Maria del Priorato a Roma.